# Prudencio de Montemayor
Prudencio de Montemayor, S.J., fue un teólogo y jesuita español del siglo, miembro de la Escuela de Salamanca.

## Biografía
Comenzó la polémica de auxiliis, en 1582, en Valladolid y siguiendo en la Universidad de Salamanca, abogando por el libre albedrío. Recibió el apoyo de Fray Luis de León y tuvo como oponente al dominico Domingo Báñez, que lo acusó de pelagiano. En primera instancia, Montemayor fue suspendido como docente, mas la polémica continuó. En 1588, Luis de Molina editó en Lisboa Concordia liberi arbitrii cum gratiae donis, divina praescientia, providentia, praedestinatione et reprobatione, que defiende las tesis sustentadas por Montemayor sobre la libertad humana, de una manera sistematizada. Entonces, dominicos y jesuitas contienden entre sí, calificándose recíprocamente de herejes, hasta que Pablo V promulgó en 1607 que cada orden defendiese las tesis que considerase pertinentes sin calificar al adversario de "herético".